# Graptodytes parisii
Graptodytes parisii är en skalbaggsart som beskrevs av Gridelli 1939. Graptodytes parisii ingår i släktet Graptodytes och familjen dykare. Inga underarter finns listade i Catalogue of Life.